# Коронейшен (остров)
Коронейшен (англ. Coronation Island) — крупнейший остров архипелага Южные Оркнейские острова. Размеры острова около 50 километров в длину (с запада на восток) и около 5-15 в ширину. Наивысшая точка острова гора Нивеа (англ. Mount Nivea) — 1265 метров над уровнем моря. Ближайшие крупные острова Сигню (южнее) и Пауэлл (восточнее). Остров является Особой природоохранной территорией Антарктики (№ 114).

## История

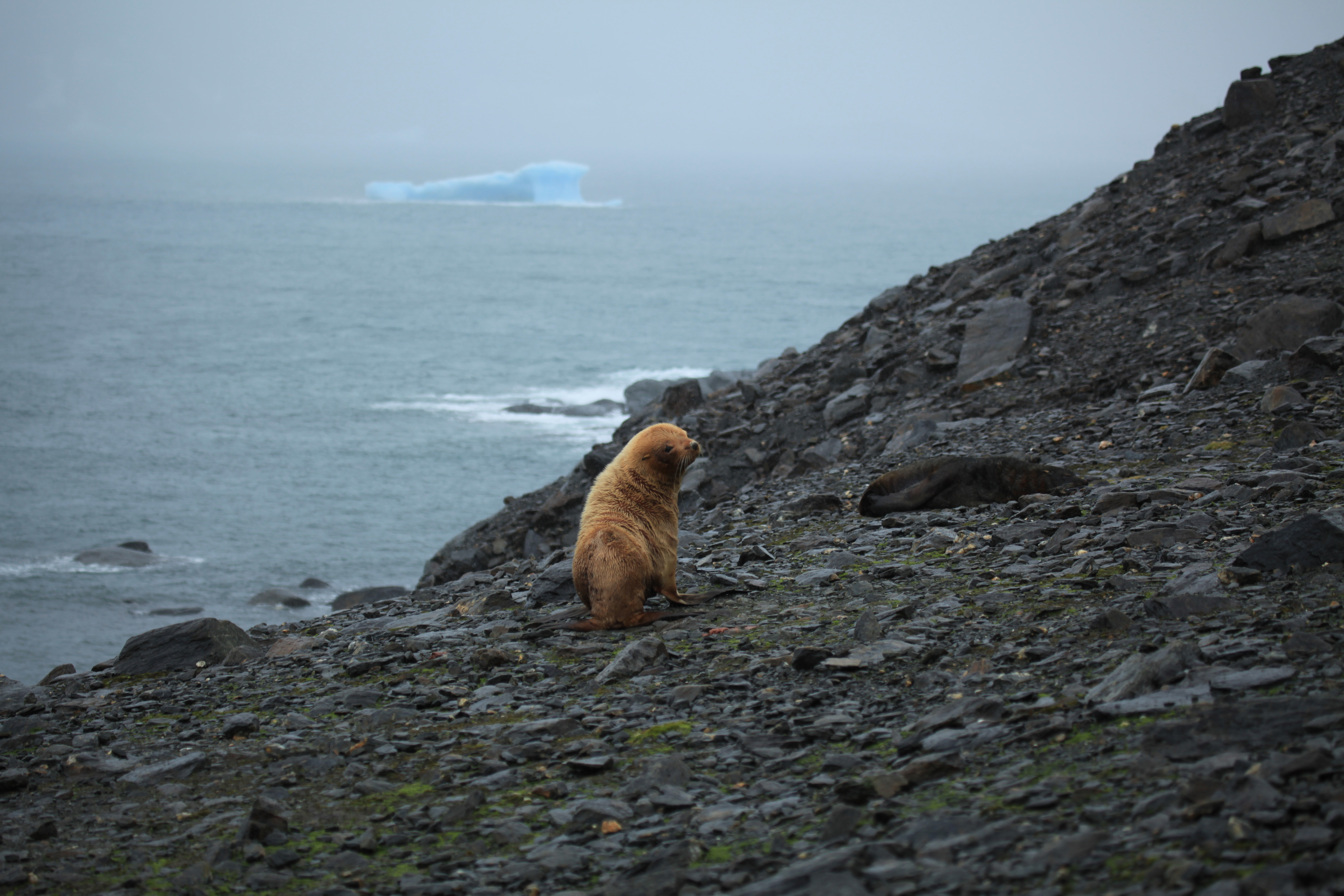
Морской котик на Южных Оркнейских островах

Остров был открыт 6 декабря 1821 года британским мореплавателем-промысловиком Джорджем Пауэллом и американцем Натаниэлем Палмером. Был назван в честь коронации короля Великобритании Георга IV. Следующая документально подтверждённая высадка на острове была осуществлена 28 января 1874 года немецким китобоем и полярным исследователем Эдуардом Дальманом, который, возможно, был первым, обнаружившим на архипелаге морских котиков.
Ряд дальнейших исследований острова был проведён в 1912—1913 годах норвежскими китобоями Петтером Сёррле и Гансом Бьоргеном (норв.  Hans Borge), а также в 1933 году в рамках британской исследовательской программы Дискавери. В феврале 1945 года британское судно RRS William Scoresby в рамках операции «Табарин» посетило остров, и с него в заливе Сандефьорд были выгружены запасы продовольствия, а на берегу была построена хижина, которая так никогда и не использовалась и была уничтожена штормом в 1956 году.
Топографическая съемка острова была завершена в 1957 году. Первое восхождение на вершину Нивеа было совершено 11 сентября 1956 года Аланом Грантом (англ.  Alan Grant) и Лэнсом Тикеллом (англ.  Lance Tickell).

## Климат
Средняя температура воздуха на острове летом (ноябрь — март) от −2° С до + 3° С, максимальная зафиксированная температура (на соседнем острове Сигню в 7 км южнее) + 19,8° С. Зимние температуры колеблются в диапазоне от −2° C до −17° C, зарегистрированный минимум −39,3° C.

## Население
Постоянного населения на острове нет.